# Джумабазар
Джумабазар (узб. Jumabozor / Жумабозор) — посёлок городского типа, расположенный на территории Каршинского района Кашкадарьинской области Республики Узбекистан.

Статус посёлка городского типа с 2009 года.